# Tommy Langley
Tommy Langley (født 8. februar 1958 i Elephant & Castle, London) er en engelsk tidligere fodboldspiller, der i 1970'erne og 1980'erne spillede som angriber. Tommy Langley begyndte sin karriere i Chelsea, hvor han fik sin debut i 1975 mod Leicester City som 16-årig.